# Rejon łutuhyński
Rejon łutuhyński – jednostka administracyjna w składzie obwodu ługańskiego Ukrainy.
Powstał w 1965. Ma powierzchnię 1057 km² i liczy około 73 tysięcy mieszkańców. Siedzibą władz rejonu jest Łutuhyne.
W skład rejonu wchodzą 1 miejska rada, 7 osiedlowych rad oraz 8 silskich rad, obejmujących w sumie 37 wsi.